# Vester Farimagsgade
Vester Farimagsgade er en gade i København, der ligger mellem Vesterbrogade og Gyldenløvesgade. Gaden ligger i forlængelse af Nørre Farimagsgade og Øster Farimagsgade.

## Historie
Farimagsgaderne ligger på området udenfor Københavns volde, der blev opgivet i 1850'erne. Vejforløbet kendes dog siden 1600-tallet. I en Københavnsbeskrivelse fra ca. 1790 kaldes den for Farimagsveyen, mens der på et kort fra 1860 skelnes mellem Øster og Vester Farimagsvei. De nuværende navne blev indført i 1875. Navnet kommer af udtrykket "far i mag", kør langsomt, hvilket kan sigte til, at vejen var i dårlig stand. (Det var en af de første gader der blev brolagt, og derfor mere behagelig at køre på.)
Vester Farimagsgade er blevet omlagt kraftigt to gange. Oprindeligt endte den ved Gammel Kongevej nær den nuværende gade Trommesalen. Ved anlæggelsen af Københavns anden banegård, der åbnede i 1863, hvor biografen Palads nu ligger, flyttedes gaden øst om banegården, så den endte ved Vesterbrogade ved nuværende Axeltorv. I forbindelse med nedrivningen af banegården og anlæggelsen af Boulevardbanen, der åbnede i 1917, blev gaden flyttet til sit nuværende forløb på vestsiden af banen.
På hjørnet af Kampmannsgade opførtes Shellhuset efter tegninger af Gerhard Rønne i 1932 som hovedkvarter for Shell i Danmark. Under anden verdenskrig (1944) blev bygningen konfiskeret og brugt som hovedkvarter af Gestapo i Danmark. Gerhard Rønnes rødstensbygning blev forvandlet til en ruin under Shellhusbombardementet 21. marts 1945. Her angreb britiske Royal Air Force bygningen for at ødelægge Gestapos arkiver over den danske modstandsbevægelse. Omkring 125 personer omkom ved angrebet på Shellhuset, hvortil kom over 100 mere, da Den Franske Skole på Frederiksberg og kvarteret omkring blev bombet ved en fejltagelse under angrebet. Shellhuset selv blev erstattet af den nuværende bygning, der er opført for Dansk Shell 1950-1951 efter tegninger af Vilhelm Lauritzen.
Den 22. juli 1985 blev gaden ramt af et terrorangreb, da en bombe eksploderedes udfor Northwest Orient Airlines kontor på hjørnet af Ved Vesterport. Fire minutter efter eksploderede en tilsvarende bombe ved Københavns Synagoge i Krystalgade, mens sprængningen af en tredje, der formentlig skulle have ramt El Als kontor på Vesterbrogade, blev forhindret ved et tilfælde. 27 personer måtte indlægges til behandling, hvoraf en senere døde af en tilstødt infektion. Den shiamuslimske organisation Jihad påtog sig ansvaret for angrebet.

## Bygninger i gaden
Ved den sydlige ende af gaden ligger kontorbygningen Buen, der dels består af en bygning tværs henover gaden og dels af to fløje langs med den mellem Vesterbrogade og Ved Vesterport. Komplekset blev opført efter tegninger af Ib Lunding, Thorvald Dreyer og Ole Hagen i 1956. Skråt overfor på det nordvestlige hjørne af Vester Farimagsgade og Ved Vesterport ligger Hotel Imperial fra 1958, der blev tegnet af Otto Frankild sammen med Svend Aage Hansen og Jørgen Høj. Hotellet er senere nyindrettet af Jørgen Buschardt. Bygningen rummer desuden biografen Imperial fra 1961, der ligger rundt om hjørnet på Ved Vesterport.
Dansk Ingeniørforenings Hus i nr. 27-31 blev opført i 1934-1935 og udsmykket af Axel Salto og Einar Utzon-Frank. Det blev delvist bombesprængt under Shellhusbombardementet i 1945. I 1947 blev det genopført, og dekorationen genskabt af Oscar Gundlach-Pedersen. Bygningen er senere ombygget. Den ligger ved siden af Hotel Richmond. Overfor ligger den oprindelige bygning for Dansk Teknologisk Institut (Staunings Plads 1-3). Den blev opført over to omgange efter tegninger af Svend Sinding (1918) og Gotfred Tvede (1926-27). Instituttet flyttede ud i 1973, og bygningen har efterfølgende huset fagforbundet FOA - Fag og Arbejde.
Mellem Vester Farimagsgade og den parallelle Hammerichsgade ligger en banegrav for Boulevardbanen med spor for både S-banen og Kystbanen. Her åbnedes S-togsstationen Vesterport Station 15. maj 1934. Stationsbygningen på hjørnet af Vester Farimagsgade og Ved Vesterport blev tegnet af DSBs overarkitekt K.T. Seest. På Vester Farimagsgade ligger der en busterminal langs med stationen, hvor flere buslinier har endestation. I 2017 fremkom der planer om at overdække banegraven og opføre højhuse på stedet.